# ナノプシャン
ナノプシャン（英: nanoputian）とは、アメリカ合衆国テキサス州にあるライス大学ナノテクノロジー研究センターのジェームス・ツアー（James M. Tour）の研究グループによって合成された、人間のような形をしている芳香族化合物につけられた呼び名である。子供達にナノテクノロジーの世界を知ってもらうための化学教育プロジェクトの一環として発表され、科学雑誌"Journal of Chemical Education"の表紙も飾っている。
ナノプシャンの名は、10億分の1を表す接頭辞の「ナノ」と、『ガリバー旅行記』に登場する小人の国・リリパット王国の住人を意味する「リリプシャン」を掛け合わせた造語で、「ナノメートル世界の小人」という意味を表す。実際ナノプシャンの身長は約2nmほどである。
基本骨格は薗頭カップリングを利用して構築される。分子の部分構造を入れ替えることで、人形のポーズや帽子が変わったさまざまなナノプシャンが合成された。例えば頭部はアセタール構造であるため比較的簡単に取り外しができ、この部分を変換することで王様、パン職人、アスリート、博士など様々な職業のナノプシャンが作られている。足の位置にチオール基を持つナノプシャンは金板表面に付着しながら並ぶことができる。
バリエーションとして、バレエダンサーの形をとった「ナノバレエダンサー」、ナノプシャンたちが互いに手をつないだような形の「ナノプシャンポリマー」もある。